# Maria João Madeira Rodrigues
Maria João Madeira Rodrigues foi professora Catedrática da Faculdade de Arquitectura da Universidade de Lisboa, onde foi directora do seu departamento de História e Fenomenologia da Arquitectura. 

## Biografia
Foi licenciada em Ciências Históricas e Filosóficas na Faculdade de Letras de Lisboa e Doutora em História da Arte e Arqueologia - especialidade Arquitectura e Urbanismo pela Faculdade de Filosofia e Letras da Universidade Católica de Lovaina. Foi também Professora na Escola Superior de Belas Artes de Lisboa na disciplina de História e Teorias da Arte. Mais tarde colaborou com o curso de Arquitectura da Escola Universitária Vasco da Gama, em Coimbra, através de Seminários de Teoria Estética e Fenomenologia da Percepção.
Revelou-se uma das principais figuras do ensino da Cultura Arquitectónica em Portugal e um exemplo como pedagoga.
Paralelamente, foi directora do Museu de São Roque em Lisboa, membro fundador da Secção de Arte e Literatura da Sociedade de Geografia de Lisboa e directora da revista GEHA (Grupo de Estudos de Historia da Arquitectura) - Revista de História, e Fenomenologia da Arquitectura e do Urbanismo - Faculdade de Arquitectura da UTL.
Licenciou-se em Ciências Históricas e Filosóficas na Faculdade de Letras da Universidade de Lisboa. Posteriormente, doutorou-se em História de Arte e Arqueologia na Faculdade de Filosofia e Letras da Universidade Católica de Lovaina.
Escreveu vários livros e artigos cientifícos no âmbito da Teoria da Arquitectura, entre os quais se destacam O que é Arquitectura, Tradição, transição e mudança: a produção do espaço na Lisboa oitocentista  e Vocabulário Técnico e Crítico da Arquitectura.  
Faleceu em Agosto de 2014.